# Umile da Bisignano
Umile da Bisignano, al secolo Luca Antonio Pirozzo (Bisignano, 26 agosto 1582 – Bisignano, 26 novembre 1637), è stato un religioso italiano dell'Ordine dei frati minori.
beatificato nel 1882, è stato proclamato santo da papa Giovanni Paolo II il 19 maggio 2002.
Nella Chiesa cattolica la sua memoria liturgica viene celebrata il 26 novembre.

## Biografia[1]

### Infanzia
Lucantonio, nato il 26 agosto 1582 a Bisignano, da Giovanni Pirozzo e Ginevra Giardino, trascorse la sua infanzia dimostrando segni di una futura profonda devozione. Fin da piccolo, sembrava accontentarsi di un modesto nutrimento e mostrava grande attenzione verso le immagini del Crocifisso e della Madonna. Per calmarlo quando piangeva, bastava rivolgerlo verso queste immagini o avvicinarle a lui.
All'età di quattro anni, fu cresimato e, dopo avergli spiegato che gli Angeli in Cielo lodano incessantemente Dio ripetendo "Sanctus, Sanctus, Sanctus", iniziò a recitare frequentemente questi versetti, ritirandosi in angoli della stanza o in luoghi appartati. A differenza degli altri bambini, durante la Messa, seguiva attentamente la Sacra Funzione e, durante l'atto della Comunione, si toglieva le scarpe dai piedi.
Quando i suoi genitori gli affidarono i lavori dei campi, Lucantonio li svolgeva solo dopo aver ascoltato la Santa Messa. Mentre accompagnava i buoi e le mucche a pascolare nelle campagne, erigeva croci rudimentali, utilizzando tronchi e rami degli alberi, e vi si inginocchiava per meditare.
Il parroco Solima, desiderando comprendere la natura della sua anima, iniziò a rimproverarlo pubblicamente, accusandolo di essere pigro, ipocrita e superbo. Lo escluse dalla Comunione per diverse settimane, ma Lucantonio rimase sempre fedele a se stesso e resistette a ogni prova. Alla fine, il parroco decise di farlo entrare nella Confraternita dedicata a Maria Santissima Immacolata, affinché potesse servire da esempio agli altri membri nel loro adempimento dei doveri religiosi.
Lucantonio si dedicò con devozione alla sua partecipazione nella congregazione, adempiendo a tutti gli atti religiosi prescritti dalle regole. Un altro episodio che dimostrò la sua virtù si svolse in piazza, quando un gentiluomo di Bisignano, erroneamente convinto di essere stato offeso da Lucantonio, lo schiaffeggiò. In risposta a questo oltraggio, Lucantonio offrì l'altra guancia e, inginocchiandosi, ringraziò il gentiluomo per averlo trattato come un peccatore meritevole.

### La chiamata
Mentre Lucantonio pascolava i suoi bovini, sentì per tre volte una voce chiara e distinta che gli disse: "Lucantonio, io voglio essere da te servito." Anche il parroco Solima udì le stesse parole e, quando Lucantonio si recò da lui quella sera per raccontare l'evento prodigioso, lo rimproverò dicendo: "Hai sentito oggi quelle voci, e perché non hai lasciato subito i bovini e sei venuto da me per eseguire la volontà del Signore?" Confuso, Lucantonio si incolpò per questa mancanza, seppur involontaria, e si dichiarò pronto a seguire la volontà del Signore.
Dopo aver ottenuto anche la benedizione della madre, che all'inizio si era mostrata restia a concederla, Lucantonio partì per il Convento dei Minori Riformati di Dipignano, dove il Padre Ministro Provinciale risiedeva in quel periodo. Durante il cammino, il diavolo assunse la forma di un giovane cortese e tentò di dissuadere Lucantonio dalla sua santa risoluzione, usando espressioni vivide e crude. Tuttavia, Lucantonio invocò l'aiuto divino, fece il segno della Croce e il compagno di viaggio scomparve improvvisamente.
Una volta arrivato al convento di Dipignano, Lucantonio si presentò umilmente al Padre Provinciale, che lo indirizzò al convento di Misuraca, dove in quel periodo venivano formati i novizi di quell'ordine.

### Noviziato
Durante il noviziato, Lucantonio si dedicò alla meditazione costante e alla severa penitenza. Digiunava continuamente, nutrendosi quasi sempre solo di pane e acqua, e dormiva solo poche ore sulla terra nuda. Era sempre pronto ad affrontare ogni prova a cui veniva sottoposto e osservava rigorosamente il silenzio.
Al termine dell'anno di noviziato, i superiori di Lucantonio, desiderosi di verificare le sue virtù, lo sottoposero a mortificazioni pubbliche e private, caricandolo di ingiurie e attribuendogli alcune mancanze. Decisero quindi di non accettarlo nell'ordine poiché Lucantonio non era in grado di recitare a memoria il testo della regola di San Francesco.
Lucantonio, abbattuto e addolorato, si recò nella Chiesa e, inginocchiato di fronte all'altare maggiore, cercò conforto nell'immagine della Madonna. In quel momento si verificò un prodigio al quale partecipò anche Padre Benedetto di Cutro, il guardiano del convento, che si era nascosto dietro al coro. Secondo quanto riportato da Fra Francesco da San Marco, l'immagine della Madonna rassicurò Lucantonio, dicendogli: "Non temere, o figlio mio: sarò io a prenderti sotto la mia cura consolatrice".
Sebbene Lucantonio abbia mantenuto questo favore per sé stesso, il guardiano del convento corse a raccontare il prodigio ai suoi superiori. Il giorno successivo, Lucantonio fu interrogato pubblicamente e ripeté con voce chiara e fluente l'intero testo della regola, ottenendo così l'ammissione all'Ordine dei Frati Riformati e diventando Frate Umile.

### Vita in convento
Frate Umile fu destinato al convento di Bisignano, dove abbracciò una vita di penitenza e disciplina, osservando scrupolosamente le regole dell'Ordine. Il suo tempo libero lo dedicava al coro e alla preghiera nella chiesa. Durante il suo compito di pulire il giardino, come gli aveva ordinato il superiore del convento, frate Umile scoprì una grotta, al fondo della quale trovò una sorgente d'acqua limpida che presto divenne miracolosa. In questa grotta, con il permesso del superiore, frate Umile si ritirava per pregare, anche durante la notte. Tuttavia, spesso veniva distratto da apparizioni infernali che lo flagellavano, lo colpivano e lo trascinavano per tutto il giardino, lasciandogli lividi sul viso per diversi giorni. 
Frate Umile visse anche in altri conventi della provincia, tra cui Cosenza, Dipignano, San Lorenzo del Vallo, San Marco, Pietrafitta, Figline e Rossano, dove svolgeva diversi incarichi come giardiniere, cercatore o magazziniere. Il motivo di questi frequenti spostamenti risiedeva nel fatto che, suo malgrado, attirava molte persone che si raccomandavano alle sue preghiere. Tuttavia, non sempre agivano con discrezione e prudenza, disturbando così la tranquillità religiosa e il silenzio monastico.
Accompagnò anche il Padre Provinciale nelle sue visite ai conventi della Provincia e viaggiò anche al di fuori della Calabria e del Regno delle Due Sicilie. Durante i suoi viaggi, accadde una serie di fenomeni straordinari che lo accompagnavano:
La Calabria è attraversata da numerosi fiumi, molti dei quali, all'epoca di frate Umile, non avevano ponti e diventavano molto pericolosi da attraversare durante l'inverno. Tuttavia, quando frate Umile si avvicinava, le acque dei fiumi si fermavano, creando un passaggio asciutto per lui. All'inizio, questo prodigio suscitò stupore in coloro che lo osservavano o ne venivano a conoscenza, ma col tempo non sorprese più nessuno. Nonostante ciò, frate Umile non approfittava di questo miracolo e cercava sempre, anche se doveva percorrere strade più lunghe, di attraversare i fiumi utilizzando i ponti o altri mezzi disponibili. Ad esempio, quando doveva attraversare il fiume Neto, gonfio a causa delle abbondanti piogge dei giorni precedenti, si servì di una trave quasi rotonda fissata tra le sue sponde tramite due cumuli di pietre senza calce. Frate Umile attraversò agilmente quella trave come se volasse sull'acqua.
Un altro fatto straordinario era che, nonostante camminasse sempre a piedi in luoghi paludosi e durante l'inverno su strade impraticabili e fangose, frate Umile non si sporcava mai i piedi o la tonaca e non veniva mai bagnato dalla pioggia. Questo accadeva anche a coloro che lo accompagnavano o che egli inviava in qualche luogo. Ad esempio, quando si recò dal convento di Bisignano a quello di San Fili insieme a un terziario di nome frate Tommaso, che doveva tornare indietro la sera stessa, iniziò a piovere molto intensamente. Frate Tommaso decise di non partire a causa del maltempo, ma frate Umile lo convinse a partire assicurandogli la protezione divina. Frate Tommaso raggiunse il convento di Bisignano camminando sotto una pioggia torrenziale senza bagnarsi, suscitando stupore sia in lui che nei Frati che lo videro arrivare al convento.
Un altro evento straordinario era la capacità di entrare in stati di estasi e rapimenti, dai quali veniva risvegliato solo dalla voce dell'obbedienza. Un giorno d'estate, mentre stava zappando l'orto nel convento di Cosenza, al suono della campana che annunciava l'elevazione dell'Ostia durante la messa, frate Umile fu rapito in Dio insieme alla zappa e rimase sollevato da terra fino alla sera. In una delle tante occasioni nel convento di Bisignano, rimase in questo stato per ben ventidue ore consecutive.

### Viaggio a Messina
Durante il viaggio a Messina, frate Umile continuò a manifestare doni e prodigi straordinari. In una tappa al convento di Catanzaro, mentre si trovava di fronte all'immagine della Madonna sull'Altare maggiore, fu sollevato da terra in estasi con le braccia aperte, suscitando grande meraviglia tra i presenti. A causa dell'afflusso di persone desiderose di vederlo, fu rinchiuso in una cappella sicura per proteggerlo. Durante questo periodo, la folla tranciava il suo mantello e la tonaca, ma quando fu finalmente al sicuro, i vestiti tornarono intatti come prima, creando stupore tra coloro che lo osservavano. 
La notizia di questo prodigio si diffuse rapidamente e raggiunse il Vescovo di Catanzaro, che inviò il suo vicario per accertarsi di persona. Il vicario, per testare se fosse un'opera divina o un inganno diabolico, decise di bruciare le mani e i piedi di frate Umile con torce accese e di trafiggerlo con oggetti appuntiti. Tuttavia, frate Umile si risvegliò solo quando gli fu ordinato dal superiore e guarì immediatamente dalle ferite, lasciando il vicario stupito e confermando che si trattava di un miracolo divino.
Durante la traversata dello Stretto di Messina, molti passeggeri della nave soffrirono di una forte sete, poiché non c'era più acqua dolce a bordo. Frate Umile, toccato dalla loro sofferenza, prese un grosso vaso di creta, lo riempì con l'acqua di mare e fece il segno della Croce sopra di essa. Miracolosamente, l'acqua divenne dolce e tutti i passeggeri furono dissetati. La notizia di questo evento si diffuse rapidamente nella città di Messina.
Durante il viaggio, frate Umile dovette affrontare anche l'invidia e le calunnie di un religioso di nome frate Domenico di Cutro. Questi derise, screditò e tentò persino di attentare alla vita di frate Umile. Tuttavia, mentre si trovavano nel convento di Nicastro, frate Domenico cercò di spingere frate Umile fuori da una finestra del dormitorio superiore, ma due uomini armati apparvero al fianco di frate Umile, visibili solo al persecutore. Questi uomini intimorirono frate Domenico e impedirono che l'atto fosse compiuto. Questi due giovani rimasero al fianco di frate Umile fino al convento di Bisignano. Frate Umile si vendicò spiritualmente, beneficiando frate Domenico e pregando per lui.
Questi sono solo alcuni degli eventi straordinari che accompagnarono frate Umile durante il suo viaggio a Messina. La sua vita è piena di prodigi e miracoli, che testimoniano la sua santità e la sua intima unione con Dio.

### Roma
Dopo aver raggiunto Roma su invito del Papa Gregorio XV, frate Umile godette di grande reputazione e ammirazione. Il Pontefice lo accolse calorosamente e lo fece alloggiare nel convento di San Francesco a Ripa, incaricando i frati di vigilare sulla sua condotta. Anche loro, dopo averlo osservato attentamente, riconobbero le virtù di frate Umile.
Durante il suo soggiorno a Roma, frate Umile predisse la guarigione del Papa Gregorio XV, che era stato colpito da una grave malattia. Nonostante i pareri pessimistici dei medici, frate Umile affermò che il Pontefice si sarebbe ripreso in pochi giorni, e così avvenne. Tuttavia, l'anno successivo, quando i medici valutarono la malattia del Papa come leggera e passeggera, frate Umile predisse invece la sua morte, che si verificò nel luglio 1623. Dopo l'elezione del nuovo Pontefice, Urbano VIII, frate Umile ottenne inizialmente il permesso di ritornare a Bisignano, ma quando giunse a Napoli gli fu ordinato di tornare a Roma.
Durante i sette anni trascorsi a Roma, frate Umile soffrì frequentemente di malattie, ma le sopportò con pazienza e senza lamentarsi. Alla fine, implorò e ottenne il permesso da parte del Pontefice di ritirarsi nel suo amato convento di Bisignano.
Partendo dal convento di San Francesco a Ripa, frate Umile salutò i suoi confratelli genuflesso nel refettorio pubblico e intraprese il viaggio verso Bisignano. Lungo il percorso, fu accompagnato da dimostrazioni di affetto e rispetto da parte della popolazione, che si radunava in massa per incontrarlo. A volte, questa devozione diventava così intensa che molte persone gli tagliavano il mantello e la tonaca come ricordo.
Per evitare eccessive manifestazioni di clamore, a Salerno frate Umile si imbarcò per raggiungere la Calabria. Durante il viaggio, nel Golfo di Policastro, la nave fu colpita da una tempesta furiosa che si placò solo quando frate Umile invocò la protezione della Madonna recitando le sue litanie. La nave fece scalo a Scalea, dove frate Umile fu accolto festosamente dai principi, dai gentiluomini, dal clero e dall'intera popolazione, con suoni di campane e spari di mortaretti. Da lì, passando per Paola, si diresse infine verso il convento di Bisignano, dove fu calorosamente accolto da tutti gli abitanti del luogo.
Questo segna il ritorno di frate Umile a Bisignano, il suo amato convento, dove avrebbe trascorso il resto dei suoi giorni circondato dall'affetto e dal rispetto della comunità locale.

### Ultimo anno di vita
L'ultimo anno di vita di frate Umile fu segnato da forti spasmi e convulsioni, ma egli sopportò tutto senza mai lamentarsi. Nonostante le sofferenze, il suo volto rimase sempre sereno, allegro e sorridente, e dichiarò apertamente di essere arrivato alla fine dei suoi giorni. Nonostante la sua debole condizione fisica, frate Umile si trascinava regolarmente alla sua amata grotta per pregare, e poi, all'ora stabilita, si ritirava nella sua cella.
Un giorno, i suoi confratelli si resero conto che frate Umile non si era ritirato nella sua cella come al solito. Dopo averlo cercato invano in tutto il convento, lo trovarono nella grotta, steso a terra, bagnato di sudore e con il petto ansante, sembrava che stesse per morire. Lo riportarono nella sua cella, dove trascorse sette giorni in uno stato di strani contorcimenti che destavano spavento e terrore in chiunque lo osservasse.
Ma nel giorno di Ognissanti dell'anno 1637, a sorpresa di tutti, frate Umile si alzò e partecipò a tutte le funzioni religiose di quella giornata. Il convento e i medici rimasero meravigliati. Tuttavia, il giorno successivo, frate Umile ricadde nell'abbattimento precedente, peggiorando di giorno in giorno, fino a quando il 26 novembre 1637 cessò di vivere.
Nel momento stesso della sua morte, padre Ludovico Crosìa, che si trovava nel convento dei Frati Riformati di San Fili, vide una grande luce nel cielo, all'interno della quale vide frate Umile festante e allegro, circondato dagli angeli, che dichiarava di recarsi in Paradiso. Il giorno successivo, il corpo di frate Umile fu portato in chiesa, scortato da molti soldati incaricati di tenere a distanza la folla indiscreta che avrebbe voluto avvicinarsi al corpo. Il cadavere rimase esposto per tre giorni in chiesa, continuamente visitato da una folla devota che desiderava rendergli omaggio.

## Culto
Oggetto di particolare venerazione popolare sin dalla morte, i procedimenti processuali che lo portarono all'onore degli altari vennero avviati nel 1684: riconosciutane l'eroicità delle virtù, papa Pio VI gli riconobbe il titolo di venerabile (4 ottobre 1780); con il breve apostolico del 1º ottobre 1881, Leone XIII ne autorizzò la beatificazione, avvenuta il 29 gennaio 1882.
Infine, Giovanni Paolo II lo canonizzò in piazza San Pietro il 19 maggio 2002.
Memoria liturgica il 26 novembre.

## Miracoli
Negli atti dei processi apostolici sono raccolte numerose testimonianze dei prodigi compiuti dal Signore per mezzo di frate Umile.
Qui di seguito ne vengono riportati solo alcuni scelti fra quelli trascritti nel libro “Vita del Venerabile servo di Dio Frate Umile di Bisignano”.

### Estasi
Questi episodi narrano di esperienze di estasi vissute da frate Umile e dei miracoli che avvennero durante tali momenti. Ecco un riassunto dei diversi eventi:
1. Frate Umile andò a visitare la sorella malata del Signor Don Salvatore Sangermano, a cui i medici avevano prognosticato la morte imminente. Quando frate Umile si avvicinò al suo letto e la signora gli chiese di pregare per lei, egli fu rapito in estasi e iniziò a sudare abbondantemente. La notizia attirò l'attenzione delle persone presenti, che gli asciugarono la fronte con un fazzoletto e toccarono l'inferma con lo stesso fazzoletto. In quell'istante, la signora guarì dalla febbre e si rinvigorì al punto da poter alzarsi dal letto e lasciare la casa il giorno successivo.
2. Livia di Fida portò suo figlio di tre anni, che aveva la gola piena di piaghe maleodoranti, alla chiesa della Riforma di Bisignano. Chiese al superiore di far celebrare una messa nell'altare di Maria Santissima e di chiedere a frate Umile di pregare per il bambino. Il superiore acconsentì e impose a frate Umile di servire la messa che si celebrò nell'altare e di pregare per il bambino malato. Durante la messa, frate Umile entrò in estasi profonda e si sollevò da terra. Un altro frate lo sostituì nel servizio della messa. Alla fine, frate Umile ritornò in sé e toccando il bambino con il suo cordone, il bambino guarì istantaneamente.
3. La signora donna Anna Milizia di Bisignano era gravemente malata e quasi stordita. Frate Umile andò a visitarla e durante la sua presenza, entrò in estasi e si sollevò da terra. Dopo che frate Umile ritornò in sé, la donna guarì dalla sua malattia.
4. Durante il viaggio verso la chiesa arcivescovile di Santa Severina, su invito di monsignor Pisani, padre Antonio di Rossano e un altro frate che lo accompagnavano, raccontarono che frate Umile camminò in uno stato di estasi, sollevato da terra, dal convento di Misuraca fino a Santa Severina. Lungo il percorso, incontrarono un uomo con una piaga che si era trasformata in una fistola alla gamba. Dopo aver chiesto le preghiere di frate Umile, l'uomo guarì istantaneamente.

Questi episodi testimoniano le esperienze di estasi di frate Umile e i miracoli che si verificavano durante tali momenti, dimostrando la sua profonda spiritualità e il suo potere di intercessione divina.

### Penetra l'altrui cuore
Questi episodi narrano di alcune situazioni in cui frate Umile sembra penetrare nel cuore degli altri e comprendere i loro desideri o pensieri, dimostrando una sorta di conoscenza intuitiva o dono di discernimento.
1. Mentre stava lavorando nel giardino del convento di Cosenza insieme a un altro frate di nome Vincenzo, frate Umile si accorse del desiderio del suo compagno di mangiare dei fichi freschi senza che questi lo avesse espresso verbalmente o con gesti. Frate Umile interruppe il lavoro, salì su un albero di fico vicino e raccolse alcuni fichi, offrendoli a frate Vincenzo dicendogli: "Ecco i fichi che desideri, appaga il tuo desiderio", per poi riprendere il suo lavoro.
2. Durante un viaggio in Calabria con un sacerdote, frate Umile gli intimò interiormente di fermarsi e inginocchiarsi in un certo luogo specifico, senza spiegare il motivo. Frate Umile obbedì e si fermò con le mani giunte davanti al petto. Quando il sacerdote gli chiese il motivo di quella particolare azione, frate Umile rispose semplicemente che stava eseguendo quanto gli era stato comandato.
3. Frate Simone di Bisignano desiderava trovare un tesoro per costruire un magnifico convento, ma non ne parlò mai con nessuno. Tuttavia, frate Umile lo incontrò nel chiostro e in modo scherzoso lo rimproverò dicendo che avrebbe potuto costruire un bellissimo convento con i tesori che desiderava trovare, svelando così il segreto di frate Simone.
4. Nel convento di Figline, il superiore ordinò ad alcuni frati di prendere il bastone che frate Umile teneva durante i momenti di estasi nel coro della chiesa. Nonostante i loro sforzi, i frati non riuscirono a prenderlo finché il superiore non cambiò idea. Solo allora frate Umile lasciò il bastone come gli era stato ordinato interiormente.
5. La signora Elisabetta Caro di Bisignano chiese più volte a un religioso di intercedere presso frate Umile affinché pregasse per lei, sperando di ottenere la grazia di essere liberata da varie malattie che la affliggevano. Inusuale per frate Umile, non diede risposta a tutte queste richieste di preghiera. Sorpreso dal comportamento insolito del religioso, gli chiese il motivo e frate Umile rispose che la signora aveva dimenticato che in questo mondo doveva sperimentare infermità e dolori come prova per evitare l'inferno. Alla notizia di questa risposta, la signora confessò che era vero, ma che frate Umile poteva saperlo solo attraverso una luce superiore.

Questi episodi suggeriscono che frate Umile possedesse una particolare sensibilità spirituale che gli permetteva di comprendere le persone a un livello più profondo e di rispondere alle loro esigenze o di rivelare cose che altrimenti non sarebbero state note. Queste capacità sembrano essere frutto di una profonda connessione con il divino e un dono speciale.

### Dono di profezia
Questi racconti evidenziano il dono di profezia di frate Umile. Le sue previsioni riguardavano eventi futuri che si sono poi avverati, dimostrando la sua connessione con il divino e la sua capacità di predire gli avvenimenti. Frate Umile riusciva a prevedere la morte di persone, come nel caso di sua madre che cadde da un albero di gelso, o il destino di istituti religiosi, come il convento dei Padri domenicani e dei Padri minori cappuccini. Aveva anche il potere di predire la vocazione sacerdotale di alcune persone, come nel caso del chierico Giovanni Greco, che sarebbe diventato religioso, o di Diego Cranca, che sarebbe diventato sacerdote nonostante le sue limitazioni nell'alfabetizzazione.
Frate Umile predisse anche il futuro di alcune persone, come il sacerdote don Giuseppe di Caro, che sarebbe diventato vescovo di Bova, e frate Bernardino di Bisignano, che sarebbe diventato procuratore generale dell'Ordine dei Riformati. Le sue profezie riguardavano anche eventi catastrofici, come il terremoto che avrebbe colpito la Calabria.
Inoltre, frate Umile predisse la nascita di figli e il cambiamento di situazioni personali, come nel caso di Angelica Loise, che avrebbe avuto tre figli maschi nonostante la sua avanzata età, o nel caso del padre di Andrea Nigro, che sarebbe stato rilasciato dal carcere grazie all'aiuto del creditore. Alcune delle sue profezie coinvolgevano anche la guarigione e la protezione dalle avversità, come nel caso della madre ossessa che cercava di bruciare il figlio Umile, ma questi fu sempre risparmiato dal fuoco.
Infine, frate Umile dimostrò il suo potere soprannaturale attraverso il suo miracolo della moltiplicazione del cibo durante il viaggio nella Sila, in cui riuscì a sfamare una folla di persone con pochi pani e un pezzo di formaggio, lasciando addirittura del cibo avanzato.
Questi episodi mostrano come frate Umile fosse dotato di un dono straordinario di profezia, capace di prevedere eventi futuri e influenzare le vite delle persone che lo circondavano. La sua fama di santo e taumaturgo si diffuse grazie a queste profezie e ai miracoli che compì durante la sua vita.

### Guarigioni
Ecco alcuni casi di guarigioni attribuite a frate Umile:
1. Il figlio di Veronica Rotella era cieco a causa del vaiolo, ma quando frate Umile passò davanti alla loro casa, fece un segno di croce sugli occhi del ragazzo con il cordone e immediatamente recuperò la vista.
2. Don Diego Branca era gravemente malato a causa di un'infiammazione maligna. Frate Umile pregò per lui ai piedi del suo letto e don Diego guarì.
3. Frate Umile incontrò due persone a San Lorenzo del Vallo: una era storpia e l'altra cieca. Egli disse al primo di alzarsi nel nome di Gesù Cristo e fece un segno di croce sugli occhi del secondo. Entrambi furono istantaneamente guariti e furono esortati da frate Umile a vivere una vita timorata di Dio e a cercare di guadagnarsi il pane con il proprio lavoro.
4. Un bambino di nome Antonio Ferraro nacque a Bisignano con una grossa escrescenza sulla testa. La madre portò il bambino da frate Umile, che toccò l'escrescenza e la fece sparire.
5. Frate Tommaso di Bisignano era afflitto da una piaga profonda nelle parti intime del corpo. Si raccomandò a frate Umile, che stese la mano su di lui e disse semplicemente: "Eh, non è niente." Improvvisamente, frate Tommaso guarì dai suoi disturbi.
6. Isabella Alitto di Bisignano era gravemente malata con una febbre alta che i medici avevano diagnosticato come mortale. Quando frate Umile la visitò e fece il segno della croce con il suo cordone, Isabella guarì immediatamente.
7. Quando frate Umile toccò con il suo cordone l'ascesso cancrenoso nella gola di Orazio Calentono, l'ascesso scomparve.
8. Francesca Caruso allevava dei bachi da seta per sostenere la sua famiglia, ma stavano per morire. Disperata, si rivolse a frate Umile, che benedisse i bachi e non solo li salvò dalla morte, ma li moltiplicò così tanto che la raccolta di seta di quell'anno si raddoppiò per lei. Inoltre, la figlia di Francesca guarì dall'ittero dopo aver baciato il mantello di frate Umile.

Si tratta di storie che vengono riportate come testimonianze di guarigioni miracolose attribuite a frate Umile.

### Apparizioni di frate Umile dopo la morte
Ecco alcune testimonianze di presunte apparizioni di frate Umile dopo la sua morte:
1. Feliciana Sacchini di Bisignano era gravemente malata e fu diagnosticata la morte imminente. Tuttavia, suo figlio invocò il nome di frate Umile e l'inferma improvvisamente aprì gli occhi e parlò con facilità. Manifestò ai presenti che frate Umile le era apparso, splendente e gioioso, assicurandole che sarebbe guarita presto.
2. Quando un giovane frate di Bisignano, anch'egli chiamato frate Umile, fu colpito da una febbre maligna considerata mortale dai medici, sua madre pregò frate Umile. A sorpresa di tutti, l'infermo aprì gli occhi, dichiarando di aver visto frate Umile, splendente e bello. Poi si alzò dal letto.
3. Francesco Cosentino di Bisignano soffriva di una grave infiammazione della pleura che non poteva essere curata dai rimedi medici. Fu diagnosticata una morte imminente. Sua madre, Beatrice Bonaita, lo esortò a bere l'acqua proveniente dalla grotta di frate Umile. Dopo aver bevuto quell'acqua, Francesco si addormentò. Quando si svegliò, raccontò di aver sognato frate Umile che gli toccava la fronte e gli annunciava una pronta guarigione, confermata immediatamente dai medici.
4. Don Antonio Mauro di Bisignano era in pericolo di vita a causa di una febbre persistente con sintomi mortali. Su suggerimento della moglie, si raccomandò a frate Umile, che gli apparve in compagnia di altri religiosi del suo stesso ordine e gli assicurò: "Io sono Frate Umile, al quale ti sei raccomandato: non temere; io prego Iddio per te, e fra due giorni sarai sano." La profezia si avverò.
5. Laura Aprigliano era disperata per la grave malattia mortale di suo figlio. Piena di fede, si recò in una chiesa dedicata alla Santissima Vergine e si percuoteva il petto con una pietra mentre pregava. Quando tornò a casa, piangendo, trovò suo figlio in piedi, vestito e senza febbre. Chiese al figlio cosa fosse successo, e lui raccontò che un frate era entrato nella stanza, lo aveva fatto alzare e aiutato a vestirsi, poi era uscito dicendo: "Io sono Frate Umile di Bisignano."
6. L'8 gennaio 1692, don Giovanni Cristiano di Bisignano vide in sogno frate Umile, che gli disse con voce decisa: "Don Giovanni, alzati perché la tua casa sta crollando." Si svegliò, ma ignorando l'avvertimento, si riaddormentò. In sogno, frate Umile gli ripeté lo stesso messaggio con fermezza. Don Giovanni si svegliò di nuovo e corse verso l'angolo della stanza dove aveva una luce accesa per controllare se i muri davano segni di cedimento. Non vedendo segni di pericolo, si coricò nuovamente e prese sonno. Per la terza volta, frate Umile gli apparve in sogno con voce minacciosa dicendo: "Presto, presto: ora la tua casa sta crollando." Svegliato di nuovo, Don Giovanni si alzò dal letto, e appena raggiunse l'angolo della stanza dove aveva la luce accesa, il muro su cui era appoggiato il letto crollò insieme alla metà del pavimento. Il sacerdote, salvato da una morte certa, non solo attestò il miracolo, ma lodò la santità di frate Umile per tutta la sua vita.
7. Francesco Rizzo di Bisignano, mentre tornava da Cosenza in un momento in cui il fiume Moccone era in piena e pericoloso a causa della pioggia, invocò l'aiuto di frate Umile. Quest'ultimo gli apparve dalla riva opposta e lo incoraggiò a guardare il fiume. Nonostante la sua riluttanza, Francesco decise di seguirlo. Frate Umile gli prese la mano e lo guidò sull'altra riva, poi scomparve.

Queste sono testimonianze riportate di presunte apparizioni di frate Umile dopo la sua morte.

### L'acqua della grotta di frate Umile
Ci sono diverse testimonianze che attribuiscono poteri di guarigione all'acqua proveniente dalla grotta di frate Umile. Ecco alcuni esempi riportati:
1. Don Daniele Garofalo, un gentiluomo di Cosenza residente a Torano, era afflitto da una grave malattia e soffriva di letargia. Tuttavia, una volta che bevve l'acqua della grotta di frate Umile, guarì immediatamente.
2. Giangiacomo La Gioppa, un nobile di Bisignano, si trovava in punto di morte. Su consiglio dei suoi domestici, bevve l'acqua della grotta di frate Umile e guarì istantaneamente.
3. Padre Bonaventura Luzzi di Bisignano guarì da una febbre maligna dopo aver bevuto l'acqua della grotta di frate Umile.
4. Anche i bachi da seta che erano già moribondi ripresero forza e vitalità quando vennero irrorati con l'acqua proveniente dalla grotta di frate Umile.

Queste testimonianze attribuiscono all'acqua della grotta di frate Umile un potere di guarigione immediato in diversi casi di malattia e debolezza. Tuttavia, è importante notare che queste sono testimonianze riportate e non ci sono prove scientifiche che confermino tali affermazioni.

### Il cordone, altre reliquie e l'immagine di frate Umile
B
Ci sono numerosi resoconti di guarigioni e interventi miracolosi associati al cordone, ad altre reliquie e all'immagine di frate Umile. Ecco alcuni esempi riportati:
1. Beatrice Serra di Bisignano era afflitta da un'infiammazione che la faceva gonfiare dalla vita in su, con la testa che sembrava mostruosa. Nessun medico riuscì a diagnosticare la sua condizione, ma quando si avvolse intorno al collo il cordone di frate Umile, guarì immediatamente sotto gli occhi di tutti, con il gonfiore che scomparve nel giro di pochi minuti.
2. Il secondo figlio di Fabrizio Greco, un medico chirurgo di Luzzi, era appena deceduto a causa di una febbre terzana doppia (malaria). La madre, disperata, prese un'immagine di carta di frate Umile e la pose sul corpo del figlio, pregando affinché fosse risuscitato. Miracolosamente, il figlio iniziò a muoversi, aprì gli occhi, parlò e recuperò le forze.
3. Il piccolo Giuseppe Panza di Bisignano era coperto dalla testa ai piedi dalla scabbia, e nessun rimedio medico sembrava aiutarlo. Frate Bartolomeo di Bisignano intervenne applicando un'immagine di carta di frate Umile, e la scabbia scomparve completamente al contatto con quella rappresentazione.
4. Il figlio di don Carlo Longobucco di Bisignano, che era muto da sei anni, ritrovò immediatamente la parola ingerendo un pezzetto di pane su cui era stata posta una reliquia di frate Umile.
5. Carlo Burlotta precipitò da un'alta rupe e rimase gravemente ferito. La madre, piena di fede verso frate Umile, mise un pezzetto di cordone dello stesso sul capo del figlio, che guarì istantaneamente.
6. Francesco Mazzia di Bisignano guarì all'istante da due piaghe ulcerose, infestate da vermi, quando un pezzetto di tonaca di frate Umile fu applicato su di esse.
7. Francesco Cappellano, che stava morendo a causa di una grave emorragia, smise di sanguinare e recuperò la salute quando un pezzetto di legno dello zoccolo di frate Umile fu appeso al suo collo.
8. Don Domenico Rizzo, a San Lorenzo del Vallo, era considerato in punto di morte e si stavano preparando i funerali. Tuttavia, quando un parente pose uno zoccolo di frate Umile sul suo corpo, Rizzo riaprì gli occhi, parlò, chiese da bere e si riprese in poco tempo.
9. Il figlio di don Giacomo Tocci di San Cosmo, Marcello, era immerso in un profondo stato di letargo e sembrava privo di vita da tre giorni. Tuttavia, quando le sue labbra furono bagnate con acqua contenente un pezzetto di cordone di frate Umile, si svegliò immediatamente, cessò il letargo e tornò in salute in pochi giorni.
10. Felicia Sangermano guarì istantaneamente da un ictus che le fece perdere la parola e la vista quando le fu posta intorno al collo la corona del Rosario usata da frate Umile.
11. Donna Anna Sangermano non riusciva a partorire da tre giorni, e i medici avevano dichiarato che il feto era morto. Tuttavia, quando le fu avvicinata all'addome un'immagine di frate Umile, diede immediatamente alla luce un bel bambino.

Questi resoconti testimoniano di guarigioni e di interventi miracolosi attribuiti al cordone, alle reliquie e all'immagine di frate Umile.

## Reliquie
Le reliquie di Sant'Umile oggi rimaste nel convento di Bisignano sono: le spoglie mortali, il frammento dell'abito, il frammento del cordone, la zappetta, lo zoccolo, il bastone.